# Protea scabra
Protea scabra (лат.) — кустарник, вид рода Протея (Protea) семейства Протейные (Proteaceae), эндемик Южной Африки.

## Таксономия
Этот вид был собран в качестве гербарного образца английским и шотландским хирургом и ботаником Уильямом Роксбургом во время остановки на мысе Доброй Надежды по пути в Индию и впервые был описан британским ботаником Робертом Броуном в его трактате 1810 года On the natural order of plants called Proteaceae. Броун утверждал, что богатый торговец Джордж Хибберт выращивал этот вид в своей частной коллекции протей, хотя он сомневался, что это был совершенно новый вид. В той же публикации Броун описал Protea tenuifolia из образца, полученного личным коллекционером растений Хибберта, шотландцем Джеймсом Нивеном. Хотя этот таксон теперь рассматривается как синоним этого вида и был опубликован первым и, следовательно, имел приоритет, название уже несколько раз публиковалось ранее для других видов и, следовательно, было незаконным.

## Описание
Protea scabra — стелющийся кустарник, который образует плотную циновку диаметром до 50 см из подземных корневищ, похожих на корни. Пучки листьев со временем появляются на поверхности почвы. Вид долговечен, растение может жить более ста лет. После пожаров растение вновь прорастает из подземных стеблей. Растение однодомное, в каждом цветке представлены представители обоих полов. Цветёт с апреля по октябрь, пик с июля по октябрь.

## Распространение и местообитание
Protea scabra — эндемик Южной Африки. Встречается от гор Готтентот-Голландия через горы Ривьерсонденд, Кляйнривьер и окрестностей города Каледон до гор Свартберг. Растёт на равнинах или низких склонах в горных районах, обычно на сланцевых почвах, а также в песчаниковых финбошах, на высотах от 50 до 900 м.

## Биология
Опыляется грызунами, а также птицами. Семена хранятся в древесных плодах, которые сохраняются на растении от одного до двух лет, пока плоды не раскроются при лесном пожаре. Семена разносятся ветром.

## Охранный статус
Популяция P. scabra уменьшилась примерно на 25-30 % за последнее столетие из-за облесения, инвазивных видов, развития сельского хозяйства и урбанизации, но вид всё ещё широко распространён в своём ареале.